# Universidad de Puerto Rico en Aguadilla

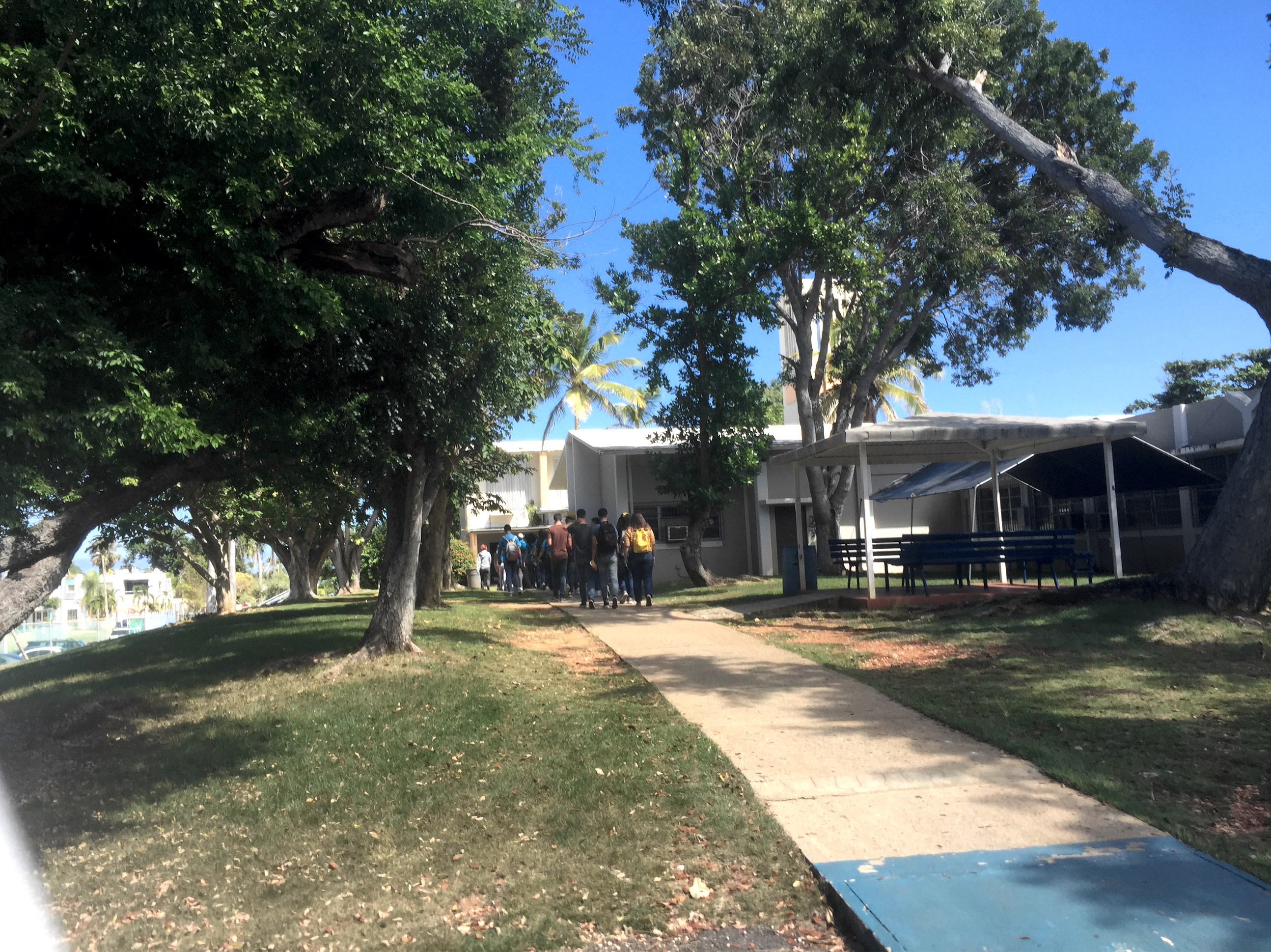
Departamento de Humanidades, UPRAg

La Universidad de Puerto Rico en Aguadilla (CORA, UPRAg o UPR-Aguadilla), situada en el noroeste de la isla, es una de las once unidades de educación pública superior que pertenecen al sistema de la Universidad de Puerto Rico. Se destaca por sus programas en humanidades, ciencias naturales, aeronáutica y tecnología espacial.

## Historia
En el 1972, el Consejo de Educación Superior de Puerto Rico emitió la Certificación 1971-72 que estableció el Colegio Regional de Aguadilla—de ahí sus siglas CORA. La nueva entidad educativa inició sus labores de instrucción en el pueblo de Aguadilla, en un local modesto en la avenida José Yumet Méndez. El desalojo gradual de las fuerzas armadas de la Base Ramey le confirió la oportunidad para crecer y en el 1975 se mudó a las instalaciones presentes en el centro del suburbio despejado por los soldados en retirada.

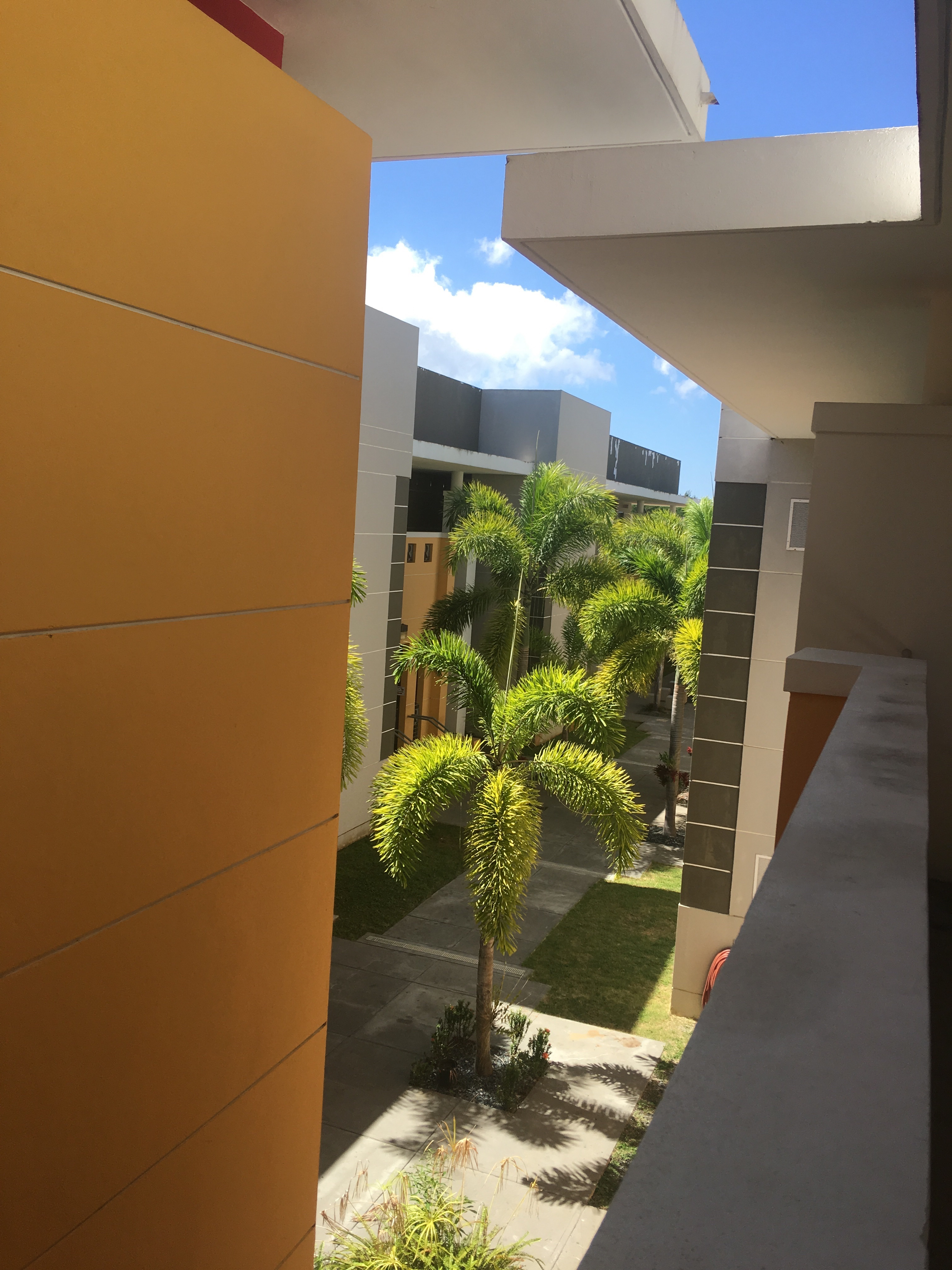
Patio interior de la Biblioteca Enrique A. Laguerre

La salida urbana permitió al colegio desplazarse en lo que fue la Base Ramey sobre una propiedad de 35.86 cuerdas, pero regulaciones federales, que todavía ejercían jurisdicción dentro del perímetro, le limitó la capacidad de acomodarse. A pesar de las restricciones, la facultad y administración comenzó tornando las estructuras originalmente diseñadas para uso militar en aulas y oficinas apropiadas para la enseñanza. Después de alquilar las facilidades colindantes del antiguo anfiteatro por 5 años, en el 1990 la administración de Fernando Agrait le compró a la Autoridad de Edificios Públicos los terrenos para alojar allí al Departamento de Humanidades. En el 2007, con las restricciones levantadas, terminó de erigir el flamante edificio de la Biblioteca Enrique A. Laguerre.
Siete años más tarde CORA se convirtió en la Universidad de Puerto Rico en Aguadilla cuando la Junta de Síndicos le concedió la autonomía administrativa. Para el 1999, UPRAg consigue también la renovación de su licencia por el Consejo de Educación Superior de Puerto Rico, y un año después recibió la reacreditación de la Middle States Commission of Colleges and Schools.
Los estudiantes de la UPRAg se destacaron en las huelgas estudiantiles del 2010 por su orientación al  diálogo y a la cooperación con la comunidad vecina. En el 2017 el recinto formó parte de la la gran huelga del 2017. La unidad aguadillana ha mantenido sus credenciales y acreditaciones sin reprobaciones a pesar de las crisis que trajo las huelgas y el paso del huracán María en el 2017. En el 2018 la matrícula de la unidad supera los 3.000 estudiantes. Además de su misión hacia los estudiantes registrados, la universidad mantiene programas de beneficencia comunitaria entre los que resaltan los trabajos por el ambiente.

## Académico

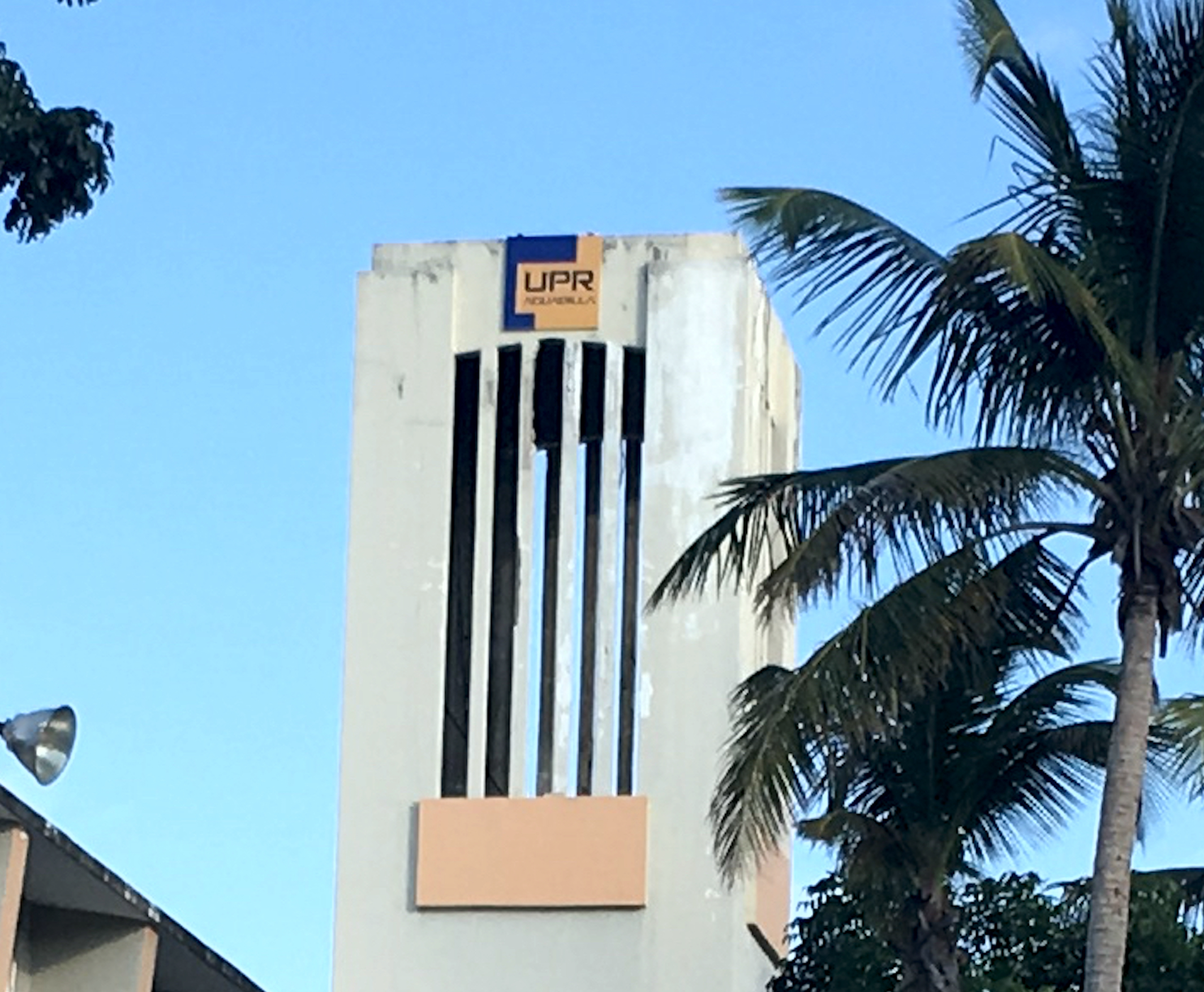
Torre del anfiteatro

La Universidad de Puerto Rico en Aguadilla (UPRAg) mantiene acuerdos (articulación) de transferencia con otras unidades de la  
UPR. Ofrece títulos y grados académicos de Asociado y Bachillerato, entre los que algunos se destacan como únicos en el sistema UPR (en Puerto Rico el término Bachillerato se asemeja a lo que en América Latina se conoce como Licenciatura).
- Bachillerato en Ciencias de Tecnología Ambiental
- Bachillerato en Artes de Educación con especialización en inglés y tecnología multimedia.
- Bachillerato en Administración de Empresas con concentración en Recursos Humanos, Sistemas de Información Computarizados, *Contabilidad, Marketing y Finanzas. Este programa está acreditado por el ACBSP.
- Bachillerato en Ciencias en Biología con énfasis en Bioinformática, Ciencias Biomédicas, Genética, Evaluación de Sistemas de Calidad y Biología.
- Grado Asociado en Tecnología Aeronáutica y Aeroespacial.
- Bachillerato en Humanidades con énfasis en Estudios Humanísticos Globales y Digitales.
- La UPRAg tiene acuerdos de cooperación con la industria vecina y cursos de negocios y diseño, programas y proyectos que responden a las necesidades cambiantes que ocurren en la región.